# Ян Мостарт
Ян Мостарт (нід. Jan Mostaert; близько 1475 року, Гарлем — 1555 рік, Гарлем) — нідерландський живописець.

## Біографія
Ян Мостарт народився близько 1475 року у родині власника млина, що його ще назвали Ян та Алейт Дірккс. Традиційна розповідь про його життя базувалась на біографії, написаній фламандським художником та істориком мистецтва 16 століття Карелом ван Мандером. Карел ван Мандер стверджував, що Мостарт був учнем Якова Ван Гарлема, художника, що малював вівтарну гільдію перевізника у Гарлемському Санкт-Баворчі. Уперше згадується в документах 1498 року через одруження й купівлю будинку в рідному місті. Відтоді художника зафіксовано в Гарлемі майже щороку з 1498 по 1552 р., за винятком десятирічного періоду між 1516 та 1526 роками. У 1500 році Мостартові було доручено фарбувати стулки для посудини, де розміщуються мощі Сент-Баво в Гроте-Керк, Гарлем. Мостарт одружився з Ангньозе (Агнес) Мартійнсдр, вдовою Класа Класа Сюйкера, до 8 червня 1498 р. Його дружина померла до липня 1532 р. Мостарт був комерційно успішний і володів кількома будинками в Гарлемі. Ван Мандер заявляє, що у Мостаерта був син, який був звичайним живописцем. У 1519–1529 Мостарт був придворним художником регента Нідерландів — Маргарити Австрійської. З цієї дати він почав заноситися до записів Гарлемської гільдії святого Луки. У 1543 та 1544 роках губернатор Габсбурзьких Нідерландів призначив Мостарта на придворного художника, він писав портрети. Два документи 1519 та 1521 років згадують, що він працював при дворі у той час. Мостаерт все життя працював у Гарлемі. Оскільки його будинок був переданий в оренду іншим у 1553 році, а виплати йому припинилися близько Пасхи 1553 року, вважається, що він помер на початку 1553 року, а може, й наприкінці 1552 року. У 1554 році його ім'я було вилучено зі списків членів Гарлемської гільдії святого Луки.

## Творчість
В основному Мостарт був автором портретів та релігійних сюжетів. Він захопився ще первісними народами та землями. Це видно з його пейзажу Вест-Індії. Мостарт зацікавився поєднанням язичницьких та християнських тлумачень походження людства. Карел ван Мандер докладно описав кілька творів, включаючи пейзаж Вест-Індії, що його він уважав за незавершений твір. Значна частина робіт Мостарта була знищена під час великої пожежі Гарлема в 1576 році, а за автора деяких картин, колись приписувані йому, тепер мають Адріана Ізенбранта.

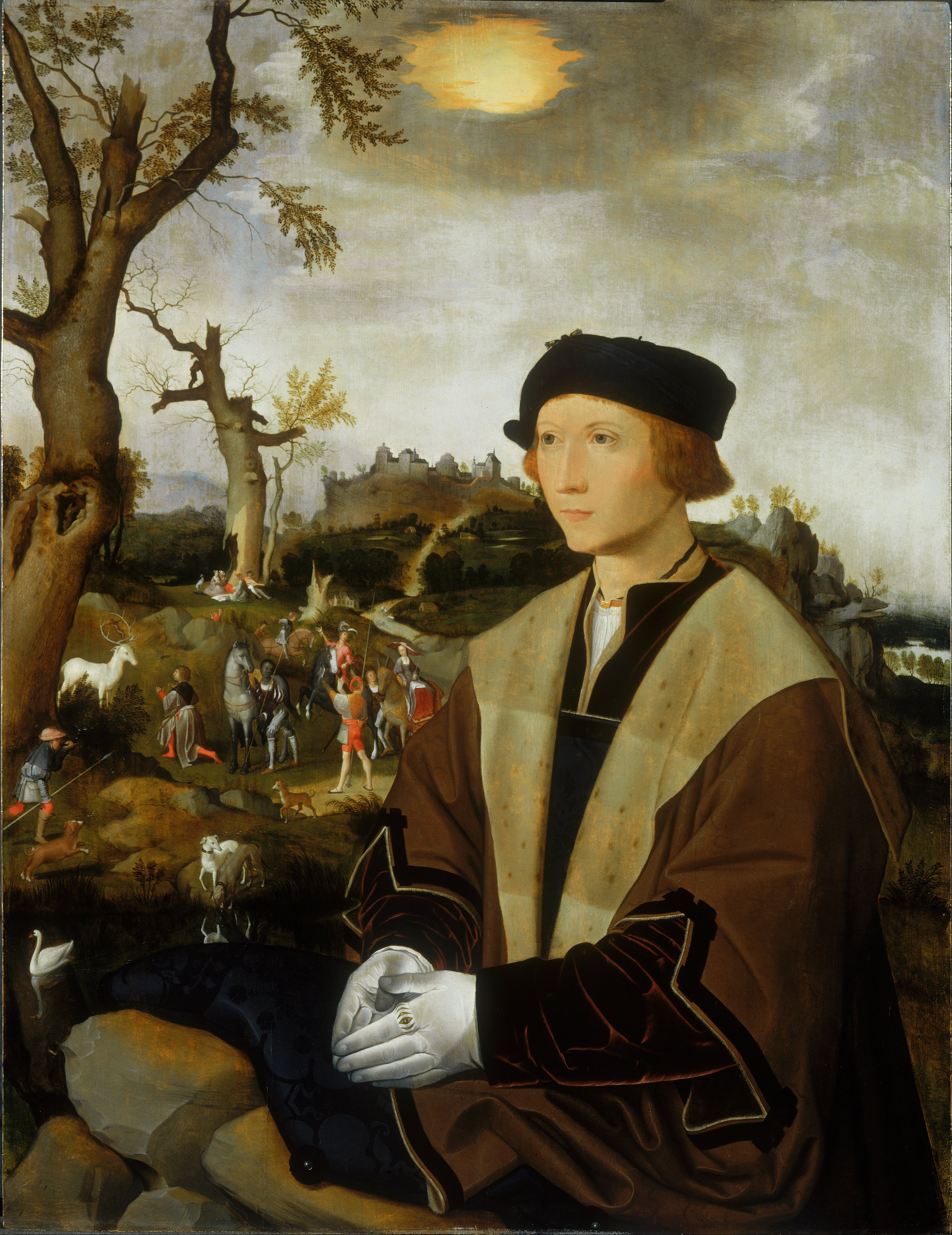
Portrait of a Young Man

На його ранніх творах помітно позначається Гертген Тот Сінт Янс, так само художник Гарлема. Деякі вважали, що Мостарт насправді був учнем Гертгена, але непевно, що в художника були підмайстри чи помічники. Від Гертгена Мостарт прийняв вишуканий стиль і продумані композиції для своїх творів, а також жорсткий, кутовий вигляд своїх фігур.

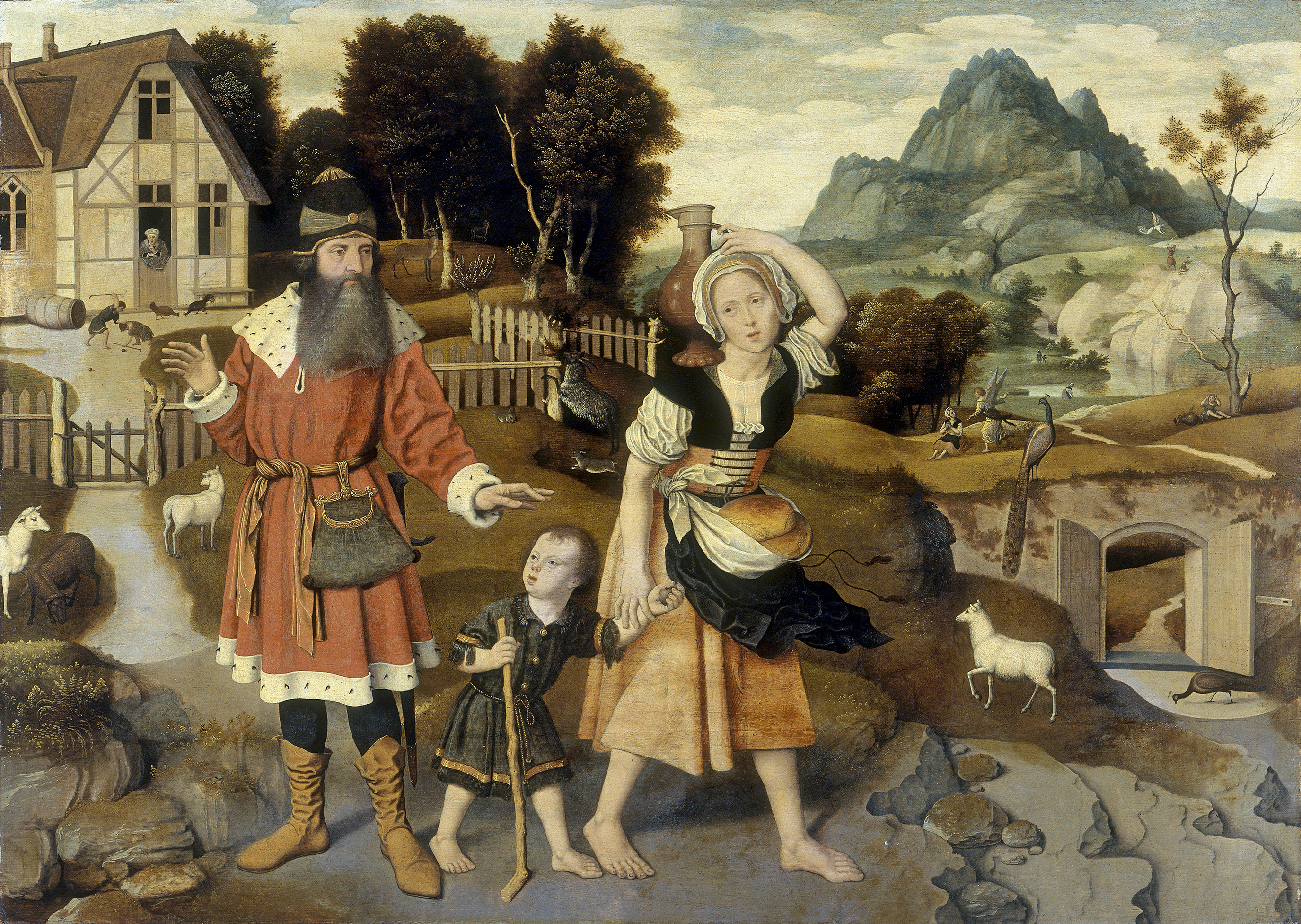
The banishment of Hagar and Ishmael

Між 1510 та 1516 рр. Мостарт розробив делікатний стиль, де його фігурки, подібні до ляльок, населяли яскраві пейзажі, як, наприклад, у його обожнюванні волхвів. Його вишуканий малярний малюнок точний, з майже релігійною увагою до деталей. Ще слід зазначити ландшафт, що демонструє його схильність до більш романтичних видів з просторими пагорбами. Протягом 1520-х років на Мостаерта також вплинув прийом Йоахіма Патініра на пейзажі. Св. Кристофер Мостарт, картина з пейзажем, що зображає річку, що відступає на розлогий і горбистий фон, колись навіть приписувалася Патиніру. Його «Портрет африканця» (1520–1530) відходить від традиційного трактування образу, прийнятого в сюжетах «Поклоніння волхвів». Найбільш знаменитий його уявний «Пейзаж Вест-Індії» (близько 1545) року, в основі якого — записки про подорож іспанського конкістадора Франсіско Васкеса де Коронадо в Нью-Мексико і Аризони (1540–1542). Інтерес Мостарта до примітивізм у видно і в його картині «Перша сім'я», де Адам і Єва представлені як свого роду первісні тубільці.

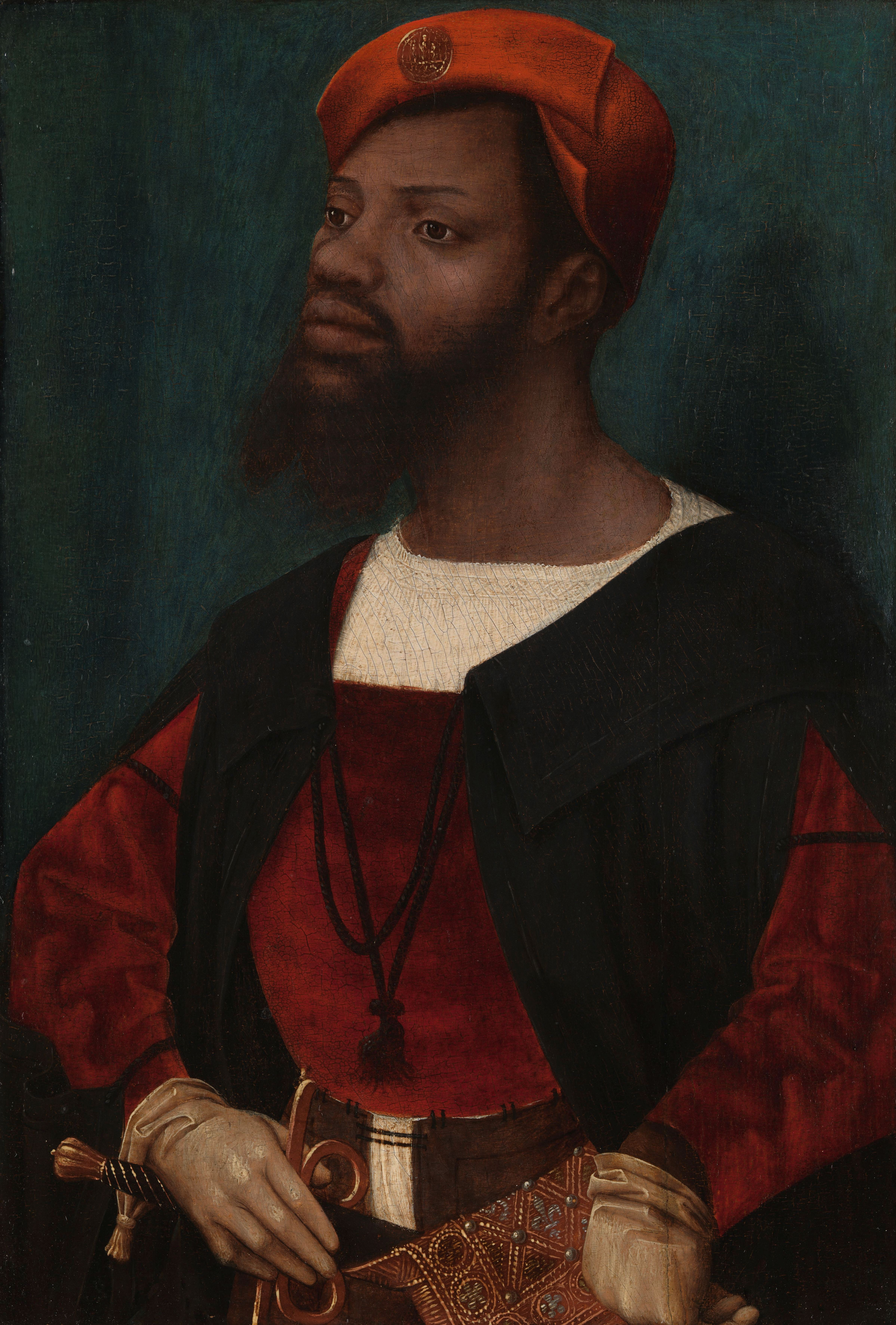
Portrait of an African Man

## Цікаві факти
Картина Мостарта «Се людина» перебувала в церкві Богоматері всіх скорботних на Ординці, в Москві. Можливо, саме її описує князь Мишкін у романі Достоєвського «Ідіот».